# Gozarkhani
Gozarkhani (persisch: گوزرخانی) ist eine nordwestiranische Sprache, die eng mit Talisch verwandt ist. Sie ist stark vor dem Aussterben bedroht. Gozarkhani wird im nördlichen Iran gesprochen.